# كانداس هيل
كانداس هيل (بالإنجليزية: Candace Hill)‏ هي منافسة ألعاب القوى أمريكية، ولدت في 11 فبراير 1999 في كونيرز في الولايات المتحدة.

## وصلات خارجية
- كانداس هيل على موقع الاتحاد الدولي لألعاب القوى (الإنجليزية)
- كانداس هيل على موقع الدوري الماسي (الإنجليزية)